# Hands All Over (canción)
«Hands All Over» es el segundo sencillo del álbum Louder than Love de Soundgarden, editado en 1990 en el sello A&M Records. La canción aparece en el EP Loudest Love, que salió a la venta en 1990.
La letra de la canción parece tener un mensaje ecologista, ya que aparece la tierra y la humanidad como madre e hijo, según explicó la banda.
Como cara B aparece la versión de The Beatles titulada "Come Together", siendo el primer cover que aparece como cara B de un sencillo de la banda. El productor Jack Endino grabó los coros de la canción, siendo ésta la última vez que lo hizo coc la banda.